# فيليكس شومان
فيليكس شومان (بالألمانية: Felix Schumann)‏ (و. 1854 – 1879 م) هو كاتب، وشاعر ألماني، ولد في دوسلدورف، توفي في فرانكفورت، عن عمر يناهز 25 عاماً.

## روابط خارجية
- فيليكس شومان على موقع ميوزك برينز (الإنجليزية)